# 奈良地理学会
奈良地理学会（ならちりがっかい、英:Nara Geographical Association）は、奈良県を中心とした地理学および地理教育・社会科教育に関する学会である。

## 概要
- 1926年設立[2]。
- 事務局は奈良大学文学部地理学科内に設置されている[3]。

## 活動内容
主な活動は、会報の発行、大会・例会・野外巡検などの開催である。

### 出版物
- 奈良地理学会報
- 1979年に、奈良地理学会の編集による『奈良県の地理―歴史的風土の再生をめざして―』を奈良新聞社から出版[2]。
- 2000年に、奈良地理学会の編集による『大和を歩く―ひとあじちがう歴史地理探訪―』を奈良新聞社から出版[2]。

## 運営組織

### 役員
役員は以下の通りである。
- 顧問
- 会長
- 副会長
- 代表幹事
- 集会・巡検幹事
- 会報幹事
- 庶務・会計
- 広報幹事
- 会計監査